# Flarktjärnen (Arvidsjaurs socken, Lappland, 728883-162727)
Flarktjärnen är en sjö i Arvidsjaurs kommun i Lappland och ingår i Skellefteälvens huvudavrinningsområde.